# Samuel Elisée Bridel-Brideri
Pour les articles homonymes, voir Bridel (homonymie).
Samuel Elisée Bridel-Brideri, né le 28 novembre 1761 à Crassier et mort le 7 janvier 1828, est un bryologiste suisse.

## Biographie
Il effectue ses études à l’Université de Lausanne, et est employé à l’âge de 19 ans comme précepteur des princes de Saxe-Gotha-Altenbourg. En 1804 il est nommé conseiller privé de cette principauté et devient par la suite bibliothécaire de Gotha.
Il s'est d'abord fait connaître par un ouvrage sur les mousses, intitulée Muscologia recentiorum (1797-1803), qu'il augmenta au cours des années suivantes. De là il tira une Myologia universa (1826-27) en deux volumes, édition améliorée de son recueil précédent : il y introduisit une nouvelle systématique des mousses, aujourd'hui tombée en désuétude.
Le botaniste allemand Carl Ludwig Willdenow a baptisé le genre Bridelia en honneur à son œuvre. Une partie de son herbarium est aujourd'hui conservée au Musée Botanique de Berlin, et plusieurs de ses communications scientifiques sont archivées à la bibliothèque de recherche du château Friedenstein de Gotha. Il a également composé un recueil de Délassements poétiques qui a connu un succès d'estime à l'époque de sa publication.